# Siraha (stad)
Siraha is een stad (Engels: municipality; Nepalees: nagarpalika) in het zuidoosten van Nepal, en tevens de hoofdstad van het gelijknamige district.
De stad ligt op 6,3 kilometer van de grens met India en op 145 kilometer ten zuidoosten van de hoofdstad Kathmandu.